# Genaro Fessia
Genaro Fessia (22 de julio de 1981 en Córdoba, Argentina) es un jugador de rugby argentino. Su partido debut en la selección de su país fue en 2005 contra Canadá. Fue seleccionado para representar a la Argentina en junio de 2010 contra Francia y Escocia. Fessia ha jugado la mayor parte de su carrera en Córdoba Athletic Club. En 2007, jugó con Sale Sharks.